# Sesto al Reghena
Sesto al Reghena (friuli nyelven Siest) település Olaszországban, Friuli-Venezia Giulia régióban, Pordenone megyében. Lakosainak száma 6313 fő (2023. január 1.). Sesto al Reghena Chions, Cinto Caomaggiore, Cordovado, Gruaro, Morsano al Tagliamento és San Vito al Tagliamento községekkel határos.

## Népesség
A település lakossága az elmúlt években az alábbi módon változott:
| Lakosok száma | 6300 | 6367 | 6313 |
|               | 2017 | 2018 | 2023 |